# Daubeuf-près-Vatteville
 Daubeuf-près-Vatteville  là một xã thuộc tỉnh Eure trong vùng Normandie miền bắc nước Pháp.